# Xylocopa hellenica
Xylocopa hellenica is een vliesvleugelig insect uit de familie bijen en hommels (Apidae). De wetenschappelijke naam van de soort is voor het eerst geldig gepubliceerd in 1843 door Spinola.